# A mí las mujeres ni fu ni fa
A mí las mujeres, ni fu, ni fa es una película española dirigida y escrita por Mariano Ozores, estrenada en 1971.
La película es una comedia con los típicos elementos del landismo propios de su director y guionista, que incluye varios números musicales de Peret y uno de Conchita Bautista.

## Argumento
Pedro (Peret) es un famoso cantante de rumbas que conoce y se enamora de una bellísima mujer. Esta, sin embargo, resulta estar ya prometida con un prestigioso psiquiatra. Pedro se las arregla para acceder a la joven, y la mejor forma que encuentra es visitar la consulta del psiquiatra con la excusa de que no se siente atraído por las mujeres. En su plan para seducirla además contará con la ayuda de la enfermera del doctor que anda enamorada de su jefe y desea romper su compromiso de boda.

## Localizaciones
El rodaje de exteriores se realizó en Navacerrada (escena del telesilla) y en varios lugares de Madrid.